# Клясак-Дужи
Клясак-Дужи (пол. Klasak Duży) — село в Польщі, у гміні Скомлін Велюнського повіту Лодзинського воєводства.
Населення — 98 осіб (2011).
У 1975-1998 роках село належало до Серадзького воєводства.

## Демографія
Демографічна структура станом на 31 березня 2011 року:
|          | Загалом | Допрацездатний вік | Працездатний вік | Постпрацездатний вік |
| -------- | ------- | ------------------ | ---------------- | -------------------- |
| Чоловіки | 49      | 11                 | 31               | 7                    |
| Жінки    | 49      | 12                 | 23               | 14                   |
| Разом    | 98      | 23                 | 54               | 21                   |